# Joseph Lambert

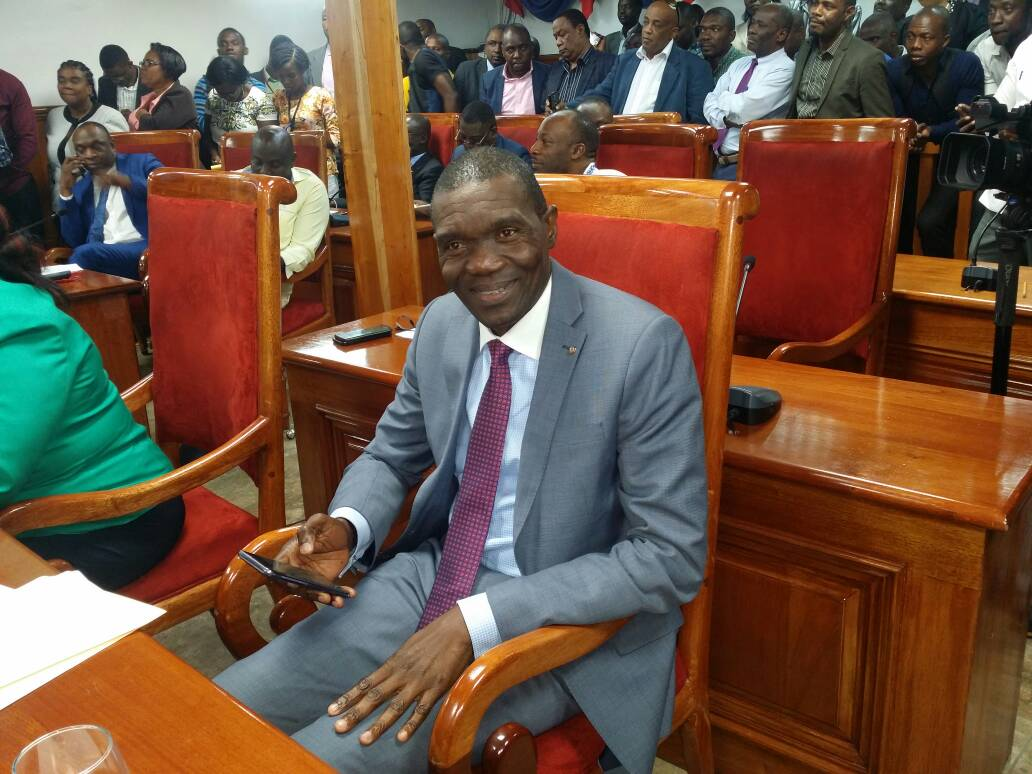
Joseph Lambert, 2018

Joseph Lambert (* 5. Februar 1961 in Jacmel, Département Sud-Est) ist ein haitianischer Politiker (KONA). Er war 2006, 2018–2019 und seit Januar 2021 Präsident des Senats.
Sein Anspruch auf die Präsidentschaft nach der Ermordung von Präsident Jovenel Moïse ist aufgrund fehlender verfassungsrechtlicher Vorgaben und der Tatsache, dass nur noch zehn gewählte Senatoren in der gesetzgebenden Körperschaft verbleiben, umstritten. Der amtierende Premierminister Claude Joseph erhob ebenfalls den Anspruch, nach der Vakanz des Präsidentenamtes im Jahr 2021 die Führung Haitis zu übernehmen. Die Vereinten Nationen erkennen Joseph als rechtmäßigen amtierenden Präsidenten an. Am 9. Juli nominierte eine Gruppe von acht haitianischen Senatoren Lambert als Nachfolger des ermordeten Jovenel Moïse für das Amt des Präsidenten, doch wurde dieser Schritt vom amtierenden Premierminister Claude Joseph nicht anerkannt.
Lambert sollte am 10. Juli als Präsident von Haiti vereidigt werden, erklärte jedoch, dass die Senatoren die Vereidigung verschoben hätten, damit alle Senatoren bei der Zeremonie anwesend sein könnten. Später erklärte er jedoch gegenüber der New York Times, dass er aufgrund des Drucks der Vereinigten Staaten, die beschlossen hatten, Ariel Henry als Interims-Premierminister anzuerkennen, und ihn drängten, sich nicht selbst zum Präsidenten zu erklären, von der Vereidigung Abstand nehmen musste.